# Brieflos

Ein Brieflos und ein Megabrieflos

Das Brieflos ist ein Aufreißlos und damit eine Sofortlotterie der Österreichischen Lotterien. Es wurde 1980 von der Österreichischen Glücksspielmonopolverwaltung auf den Markt gebracht, dann mit 1. Jänner 1990 ausgegliedert und den Österreichischen Lotterien übertragen. Seit Dezember 2006 wird das Los auch in elektronischer Form auf dem Onlinewettportal win2day angeboten.

## Allgemeines
Eine Serie der Aufreißlose der Österreichischen Lotterien kann zwischen zwei und sechs Millionen Lose enthalten. Seit 17. November 2008 gibt es bei Brieflos eine neue Gewinnausschüttung. Das bedeutet, dass es neben den 3 × 100.000 Euro als Hauptgewinn etwas mehr als 500.000 Gewinne mehr gegenüber dem alten System gibt.
Seit 17. November 2008 gibt es zusätzlich zum Brieflos das Mega Brieflos. Neben Format und Größe unterscheidet sich das Mega Brieflos vom Standard Brieflos auch in Preis, es kostet doppelt so viel, also 2 Euro, Haupttreffer und Ausschüttungsquote. Der Hauptgewinn beträgt 3 × 250.000 Euro.

## Die Brieflosshow
Im Mai 1990, kurz nachdem das Brieflos aus der Österreichischen Glücksspielmonopolverwaltung genommen wurde und in die Österreichischen Lotterien eingegliedert wurde, startete der ORF eine Spielshow unter dem Titel Millionenrad mit Peter Rapp als Moderator.
Im Anfang des Jahres 2002 änderte man, aufgrund der Euroeinführung, den Namen des Millionenrades in Die Brieflosshow. Der zentrale Bestandteil der Show, das Millionenrad mit 80 Feldern, in dem ein Vollgummiball als Gewinnanzeiger umherhüpft, blieb erhalten. Mit September 2014 wurde die Sendung runderneuert, seitdem kam die Brieflosshow aus einem neuen Studio. Bei 6 aus 45 und Bingo gibt es keine inhaltlichen Änderungen, die beiden Sendungen kommen aber auch aus dem neuen Studio.
Am 28. März 2018 wurde bekannt, dass die Sendung ebenso wie Bingo mit Jahresende 2018 eingestellt wird. ORF und Lotterien begründen diesen Schritt damit, dass diese Formate nicht mehr zeitgemäß seien. Da aber die Gewinne von Brieflosen mindestens drei Jahre gültig sind, muss auch nach Ende der Fernsehsendung die Möglichkeit, am Rad drehen zu können, angeboten werden. Die letzte Sendung wurde am 30. Dezember 2018 ausgestrahlt.

### Sendungsaufbau
Die Kandidaten für eine Ausgabe werden bereits in der vorherigen Sendung gezogen. Bei den Publikumsrunden treten in zwei Spielen jeweils zwei Kandidaten aus dem Publikum gegeneinander an und können Geldpreise oder einen Sachpreis gewinnen. Etwa in der Mitte der Sendung tritt ein Künstler oder eine Gruppe von Künstlern mit einer kurzen Darbietung auf. Nach der Darbietung wird zumeist etwas Eigenwerbung, etwa durch Vorzeigen einer eigenen CD oder Bekanntgabe von Tourneedaten, betrieben. Das zentrale Element der Sendung ist jedoch das Brieflos-Rad, welches in jeder Sendung von zwei Kandidaten betätigt wird. In der Zwischenzeit unterhält sich der Moderator der Sendung mit den Teilnehmern der Sendung. Dabei können die Fernsehzuschauer per Telefon Tipps abgeben, welchen Betrag der Kandidat am Brieflos-Rad erdreht. Zu gewinnen gibt es 100 Brieflose. Das Brieflos-Rad selbst ist in 80 sogenannte Gewinnfelder unterteilt. Es gibt je zwei Felder mit 40.000 Euro oder 30.000 Euro sowie den Preis „Doppel“, je 3 Felder zu 100.000 Euro (Hauptgewinn) oder 50.000 Euro, 4 Felder zu 20.000 Euro, 9 Felder zu 10.000 Euro, je 10 Felder, die 5.000 oder 4.000 Euro Gewinn versprechen, 11 Felder mit 3.000 Euro als Gewinn und je 12 Felder, die 1.000 Euro oder 5 Philharmoniker-Goldmünzen als Gewinn einbringen können.